# Ennada flavaria
Ennada flavaria là một loài bướm đêm trong họ Geometridae.